# Club Balonmano Caserío Ciudad Real
ADC Balonmano Caserío Ciudad Real ist ein spanischer Handballverein aus Ciudad Real. Aus Sponsoringgründen tritt der Verein unter dem Namen ID Energy Caserío an.

## Geschichte
Der Verein ADC Balonmano Caserío Ciudad Real wurde am 27. Juli 2011 gegründet. In diesem Jahr war der in den 2000er-Jahren bis dato sehr erfolgreiche Verein BM Ciudad Real aus finanziellen Gründen von Ciudad Real nach Madrid umgezogen, wo man noch bis 2013 unter dem Namen Club Balonmano Atlético de Madrid antrat.

### Abteilung Männer
Die Männer des Vereins stiegen im Jahr 2013 erstmals eine Liga auf, in die Primera División Nacional. Das erste Männerteam verfehlte im Jahr 2015 den Aufstieg in die División de Honor Plata, auch im Jahr 2021 scheiterte man in der Aufstiegsrunde. Im Jahr 2022 gelang dann dieser Aufstieg der Männer in die 2. Liga Spaniens, der sie seitdem angehören. In der Spielzeit 2023/2024 konnte sich das Team als einziger Zweitligist für die in Jaén ausgetragene Finalrunde der Copa del Rey qualifizieren, schied dort aber im Viertelfinale aus. ID Energy Caserío gewann die Aufstiegsrunde in der Saison 2024/2025 und stieg so in die erste Liga auf.

### Abteilung Frauen
Die Frauen stiegen im Jahr 2013 erstmals eine Liga auf, in die División de Honor Plata. Nach einem zwischenzeitlichen Rückzug spielt die erste Frauenmannschaft in der Saison 2024/2025 wieder in einer landesweiten Liga.

### Name
Der Name des Vereins bezieht sich auf den im Jahr 1981 aus dem Colegio de Marianistas hervorgegangenen Verein ADC Caserío Vigón, aus dem später der BM Ciudad Real wurde. Das spanische caserío bedeutet im Deutschen Weiler. Die Abkürzung ADC steht für Agrupación Deportiva Cultural.
Aus Sponsoringgründen tritt der Verein unter dem Namen ID Energy Caserío an, der Name stammt vom Werbepartner ID Energy Group.

## Spieler
Zu den Spielern im Verein gehörte Marcos Fis (von 2024 bis 2025).

## Trainer
Trainer der ersten Männermannschaft ist seit 2015 Santiago Urdiales.

## Spielstätte
Die Spielstätte des Vereins ist der Pabellón Quijote Arena in Ciudad Real.